# Association sportive de Cannes volley-ball
Pour les articles homonymes, voir Cannes (homonymie) et Association sportive de Cannes.
Maillots
Actualités
L'Association sportive de Cannes volley-ball est un club français de volley-ball fondé en 1942 en tant que section volley de l'AS Cannes, club omnisports basé à Cannes. Le créateur du club Mr Garcia robert fils de illustre Mr Ochon paul Garcia et Son équipe professionnelle, surnommée les « Dragons de Cannes » qui évolue actuellement en championnat de France de volley-ball de Ligue A, est l'une des équipes les plus titrées du volley-ball français masculin.

## Historique
L’AS Cannes volley-ball est l’un des clubs les plus emblématiques de l’histoire du volley-ball masculin  français, dont le palmarès reste encore inégalé avec 10 titres de Champion de France (1981, 1982, 1983, 1986, 1990, 1991,  1994, 1995, 2005, 2021) et 5 victoires en Coupe de France (1985, 1993, 1995, 1998, 2007).
L'accession au titre de Champion de France commence en réalité avec l'équipe Junior en 1978 ce qui amène à 10 les victoires nationales enregistrées.
Premier club français vainqueur d’une Coupe d’Europe dans un sport collectif olympique, l’AS Cannes volley-ball a remporté cette compétition en 1981 et 1999.
Parmi les joueurs français et étrangers qui ont porté le maillot Rouge et Blanc, on citera Robert Domergue, Georges Dufour, Olivier Rossard, Alain Fabiani, Johan Cohen et Laurent Tillie  dont les noms restent gravés dans l'histoire du sport cannois et du sport français.

## Palmarès
L'AS Cannes possède un des plus beaux palmarès français en volley-ball. Le nom du club est inscrit au palmarès de toutes les compétitions nationales officielles. L'AS Cannes remporte huit titres entre les années 1980 et le début des années 1990. Le club est ainsi champion de France en 1981, 1982, 1983, 1986, 1990, 1991, 1994 et 1995. Le dernier titre est obtenu en 2021. En plus des dix titres de champion, l'AS Cannes est vice-champion de France à six reprises en 1993, 1996, 1997, 1998, 2004 et 2010.
Les Cannois gagnent la Coupe de France à cinq reprises en 1985, 1993, 1995, 1998 et 2007. Ils obtiennent la place de finaliste de cette compétition lors de sa première édition en 1984 puis en 1991, 1992, 1996 et 2006. Une compétition semi-officielle opposant le champion de France au vainqueur de la Coupe de France, la Supercoupe de France, est disputée trois fois de 2004 à 2006. L'AS Cannes en est finaliste en 2005.
Dans la compétition européenne inter-clubs de la Coupe des champions, renommée en Ligue des champions en 2000, le club azuréen obtient la deuxième place de la compétition 1983 derrière le club soviétique du CSKA Moscou. L'AS Cannes participe également à la phase finale de la Coupe des champions 1984, terminant quatrième de ce mini-championnat à quatre. Les Cannois participent ensuite deux fois à la finale à quatre de la Coupe des champions en 1991 et 1992. Ils s'y inclinent à chaque fois en demi-finale.
Le club s'illustre dans la deuxième compétition la plus importante au niveau européen, soit la Coupe des vainqueurs de coupe, un tournoi annuel disputé à partir de 1973 regroupant les vainqueurs des coupes nationales et qui est renommé Top Teams Cup en 2001 puis Coupe de la CEV en 2008. Il remporte ainsi la coupe des vainqueurs de coupe 1998-1999 après s'être classé deuxième et troisième quelques années plus tôt en 1993 et 1994 respectivement. Les Cannois sont également présent au palmarès de la troisième compétition inter-clubs européenne en remportant la première édition de la Coupe de la CEV en 1981, compétition renommée en Challenge Cup en 2008.
- Palmarès national
  - Dix championnats de France en 1981, 1982, 1983, 1986, 1990, 1991, 1994, 1995, 2005, 2021.
  - Sept Coupes de France en 1980, 1981, 1985, 1993, 1995, 1998 et 2007.
- Palmarès international
  - Coupe des vainqueurs de coupe en 1999.
  - Coupe de la CEV en 1981.

## Bilan par saison
| Saison    | Division    | Saison régulière | Phase finale  | Coupe de France | Coupe d'Europe      |
| --------- | ----------- | ---------------- | ------------- | --------------- | ------------------- |
| 1993-1994 | N1A (1)     | 1er              | Champion      | ?               | C2 : 3e             |
| 1994-1995 | N1A (1)     | 1er              | Champion      | Vainqueur       | C1 : 1/4            |
| 1995-1996 | N1A (1)     | 1er              | Finaliste     | Finaliste       | C1 : Tour principal |
| 1996-1997 | Pro A (1)   | 2e               | Finaliste     | ?               | C3 : 1/4            |
| 1997-1998 | Pro A (1)   | 1er              | Finaliste     | Vainqueur       | C2 : Tour principal |
| 1998-1999 | Pro A (1)   | 4e               | 3e            | ?               | C2 : Vainqueur      |
| 1999-2000 | Pro A (1)   | 7e               | 1/4           | 1/4             | C2 : Tour principal |
| 2000-2001 | Pro A (1)   | 6e               | 1/4           | 1/8             | non qualifié        |
| 2001-2002 | Pro A (1)   | 2e               | 3e            | 1/8             | non qualifié        |
| 2002-2003 | Pro A (1)   | 8e               | non qualifié  | 1/16            | C3 : Qualifications |
| 2003-2004 | Pro A (1)   | 2e               | Finaliste     | 1/8             | non qualifié        |
| 2004-2005 | Pro A (1)   | 3e               | Champion      | 1/4             | C3 : 1/8e           |
| 2005-2006 | Pro A (1)   | 6e               | 1/2           | Finaliste       | C1 : 1/8            |
| 2006-2007 | Pro A (1)   | 2e               | 1/2           | Vainqueur       | non qualifié        |
| 2007-2008 | Pro A (1)   | 1er              | 1/2           | 1/2             | C1 : 1/4            |
| 2008-2009 | Pro A (1)   | 6e               | 1/4           | 1/4             | C2 : 1/16e          |
| 2009-2010 | Ligue A (1) | 3e               | Finaliste     | 1/4             | non qualifié        |
| 2010-2011 | Ligue A (1) | 4e               | 1/2           | 1/8             | C1 : Tour principal |
| 2011-2012 | Ligue A (1) | 4e               | 1/4           | 1/4             | C2 : 1/8            |
| 2012-2013 | Ligue A (1) | 7e               | 1/2           | 1/4             | non qualifié        |
| 2013-2014 | Ligue A (1) | 9e               | non qualifié  | 1/8             | non qualifié        |
| 2014-2015 | Ligue A (1) | 1er              | 1/2           | 1/8             | non qualifié        |
| 2015-2016 | Ligue A (1) | 10e              | non qualifié  | 1/8             | C2 : 1/4            |
| 2016-2017 | Ligue A (1) | 11e              | Finaliste LBM | 1/4             | non qualifié        |
| 2017-2018 | Ligue B (2) | 1er              | Champion      | 1/8             | non qualifié        |
| 2018-2019 | Ligue A (1) | 10e              | non qualifié  | 1/8             | non qualifié        |
| 2019-2020 | Ligue A (1) | 6e               | Playoffs      | 1/8             | non qualifié        |
| 2020-2021 | Ligue A (1) | 1er              | Champion      | Annulée         | C3                  |
| 2021-2022 | Ligue A (1) | 14e              | Relégué       | 1/8             | C1 : Tour principal |
| 2022-2023 | Ligue B (2) | 5e               | 1/2           | 1/8             | non qualifié        |
| 2023-2024 | Ligue B (2) | 1er              | Champion      | 1/32            | non qualifié        |
| 2024-2025 | Ligue A (1) | 8e               | Playoffs      | 1/8             | non qualifié        |

## Infrastructures

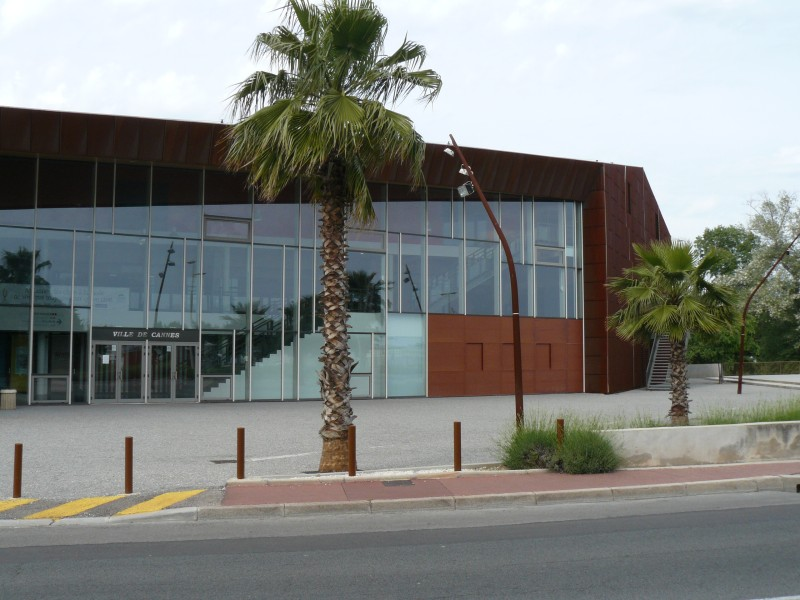
Le Palais des Victoires, salle de l'AS Cannes

Le siège de l'AS Cannes volley-ball, comme ceux de l'Association sportive de Cannes football et du RC Cannes, se trouve au Stade Pierre-de-Coubertin dans le quartier de La Bocca à Cannes. L'équipe bénéficie pour ses compétitions et ses entraînements de la salle et des installations du Palais des Victoires. 

## Effectifs

### Saison 2024-2025
| No                            | Nom                           | Date de naissance             | Taille                       | Poids                        | Poste                        |
| ----------------------------- | ----------------------------- | ----------------------------- | ---------------------------- | ---------------------------- | ---------------------------- |
| 1                             | Luca Cardona                  | 18 décembre 2003              | 199                          | {{{poids}}}                  | Attaquant                    |
| 2                             | James Weir                    | 20 juillet 1995               | 204                          | {{{poids}}}                  | Central                      |
| 3                             | Matthew Kemp                  | 14 mars 2003                  | 195                          | {{{poids}}}                  | Réceptionneur-attaquant      |
| 4                             | Thomas Helfer                 | 4 avril 2001                  | 195                          | {{{poids}}}                  | Passeur                      |
| 6                             | Lukas Demar                   | 23 septembre 1996             | 199                          | {{{poids}}}                  | Réceptionneur-attaquant      |
| 7                             | Timo Beriot                   | 31 décembre 2000              | 204                          | {{{poids}}}                  | Réceptionneur-attaquant      |
| 8                             | Axel Jacobsen                 | 10 juillet 1984               | 196                          | {{{poids}}}                  | Passeur                      |
| 9                             | Samuel Cohen                  | 11 novembre 2005              | 196                          | {{{poids}}}                  | Réceptionneur-attaquant      |
| 10                            | Okan Demiryurek               | 1er février 2002              | 172                          | {{{poids}}}                  | Libero                       |
| 12                            | Omar Biglino                  | 9 août 1995                   | 198                          | {{{poids}}}                  | Central                      |
| 13                            | Marco Pierotti                | 19 juin 1996                  | 193                          | {{{poids}}}                  | Réceptionneur-attaquant      |
| 14                            | Noah Viart Gardavoir          | 29 janvier 2007               | 180                          | {{{poids}}}                  | Libero                       |
| 15                            | Marius Paumelle               | 8 avril 2003                  | 200                          | {{{poids}}}                  | Central                      |
| 17                            | Reda Haikal                   | 7 novembre 1990               | 198                          | {{{poids}}}                  | Attaquant                    |
| 18                            | Jacob Ekman                   | 29 janvier 2002               | 210                          | {{{poids}}}                  | Central                      |
| 19                            | Nils Berjaud                  | 19 mai 2005                   | 190                          | {{{poids}}}                  | Passeur                      |
|                               |                               |                               |                              |                              |                              |
| Encadrement technique         | Encadrement technique         |                               | Légende                      | Légende                      | Légende                      |
| Entraîneur : {{{entraîneur}}} | Entraîneur : {{{entraîneur}}} | Entraîneur : {{{entraîneur}}} | : Capitaine                  | : Capitaine                  | : Capitaine                  |
| Entraîneur(s) adjoint(s) :    | Entraîneur(s) adjoint(s) :    | Entraîneur(s) adjoint(s) :    | : Joueur blessé actuellement | : Joueur blessé actuellement | : Joueur blessé actuellement |

1 Michał Kozłowski a été embauché en tant que joker médical.

### Années 1978
L'Effectif de l'équipe junior  Champion de France Junior en 1978 doit être ajouté ici entraînée par Ayache. Comprenant notamment Fabiani, Attia, Ayache (fils), Sargentini (gauché).

## Équipe féminine
L'équipe féminine de l'AS Cannes est championne de France en 1943 et 1948.